# Sabana sudanesa occidental

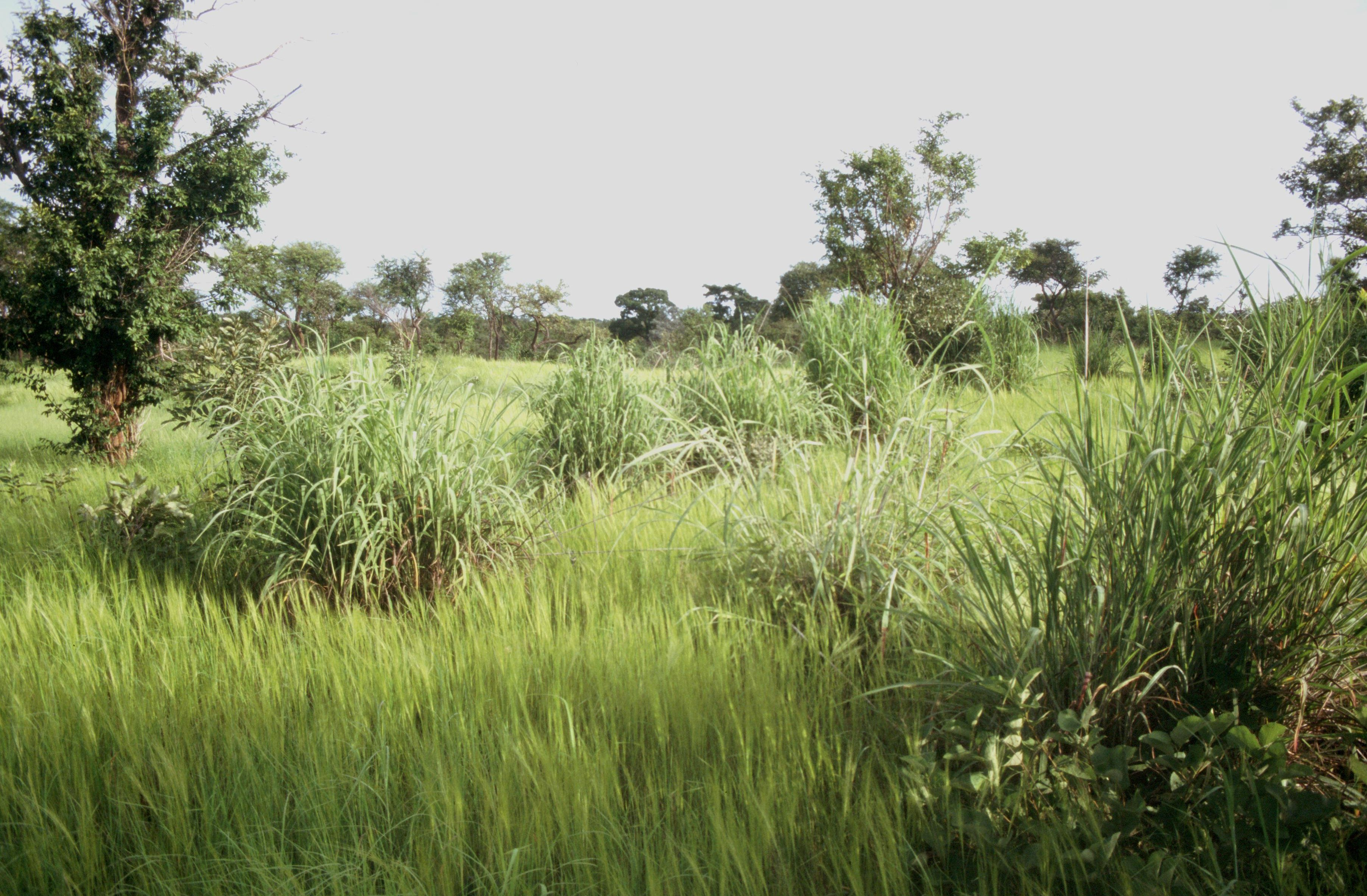
Sabana sudanesa a Burkina Faso

La sabana sudanesa occidental (en anglès: West Sudanian savanna) és una de les ecoregions definides pel WWF, és un dels biomes de sabanes i boscs clars tropicals i subtropicals de l'oest africà. S'estén pel centre-sud del Senegal, Burkina Faso, el sud de Mali, sud de Níger, nord de la Costa d'Ivori, de Bénin, de Gàmbia, de Ghana, de Guinea i de Nigèria.
Aquesta sabana limita al nord amb el bioma del desert i al sud pels boscos tropicals. Les ecoregions de l'oest i de l'est les separa l'altiplà de Mandara, que ocupa una part del massís de muntanyes que separa l'oest d'Àfrica del centre africà. Aquest massís és una frontera natural per a diversos tàxons vegetals que permeten diferenciar les dues ecoregions, per exemple l'Isoberlina. La fauna, en canvi, és idèntica a part d'alguns animals endèmics en una zona com, per exemple Crocidura cendrillon, Lemniscomys linulus entre els mamífers, o com 8 espècies de rèptils i tres d'amfibis endèmics.
El clima tropical de sabana és càlid i sec i fortament estacional, ja que hi ha una estació seca i una estació humida. Les temperatures mitjanes màximes més altes varien entre 35 a 40 °C mentre que les més baixes ho fan entre 15 i 20 °C. La pluviometria anual mitjana va des dels 1.600 litres al sud, però disminueix fins als 600 litres al nord en la zona que limita la sabana d'acàcies del Sahel africà. En la part boscosa hi ha espècies grosses d'arbres i en la part herbàcia hi ha una zona al nord amb herbes curtes i arbusts disseminats. En algunes zones hi ha bosc de ribera i a la conca de Komadugu-Yobe planes inundables. L'altitud varia dels 200 als 400 metres. La fertilitat del sòl és baixa i abunden els sòls amb laterita.
L'hàbitat ha estat considerablement reduït, degradat i fragmentat per les activitats agrícoles, el foc, i l'explotació forestal i la fabricació de carbó vegetal. Les poblacions de la major part dels grans mamífers han estat delmades per la caça massa intensiva., encara es poden veure animals com Tragelaphus scriptus, Phacochoerus africanus, Chlorocebus aethiops, babuïns (Papio hamadryas papio i P.h. anubis) i llangardaix monitor de la sabana (Varanus exanthematicus). La degradació de la fauna ha passat especialment a les zones més poblades com Nigèria.

## Àrees protegides
Els parcs nacionals de l'ecoregió són : 
- Parc Nacional Boucle du Baoulé (Mali)
- Parc Nacional del Riu Gàmbia (Gàmbia)
- Parc Nacional del Llac Kainji (Nigèria)
- Parc Nacional de Mole (Ghana)
- Parc Nacional Niokolo-Koba (Senegal)
- Parc Nacional del Comoé (Costa d'Ivori)
- Parc Nacional de la W del Níger (Níger, Burkina Faso i Benín)

Els tres darrers últims han aconseguit ser declarats Patrimoni de la Humanitat per la Unesco.